# Bahnhofsallee 4 (Hildesheim)

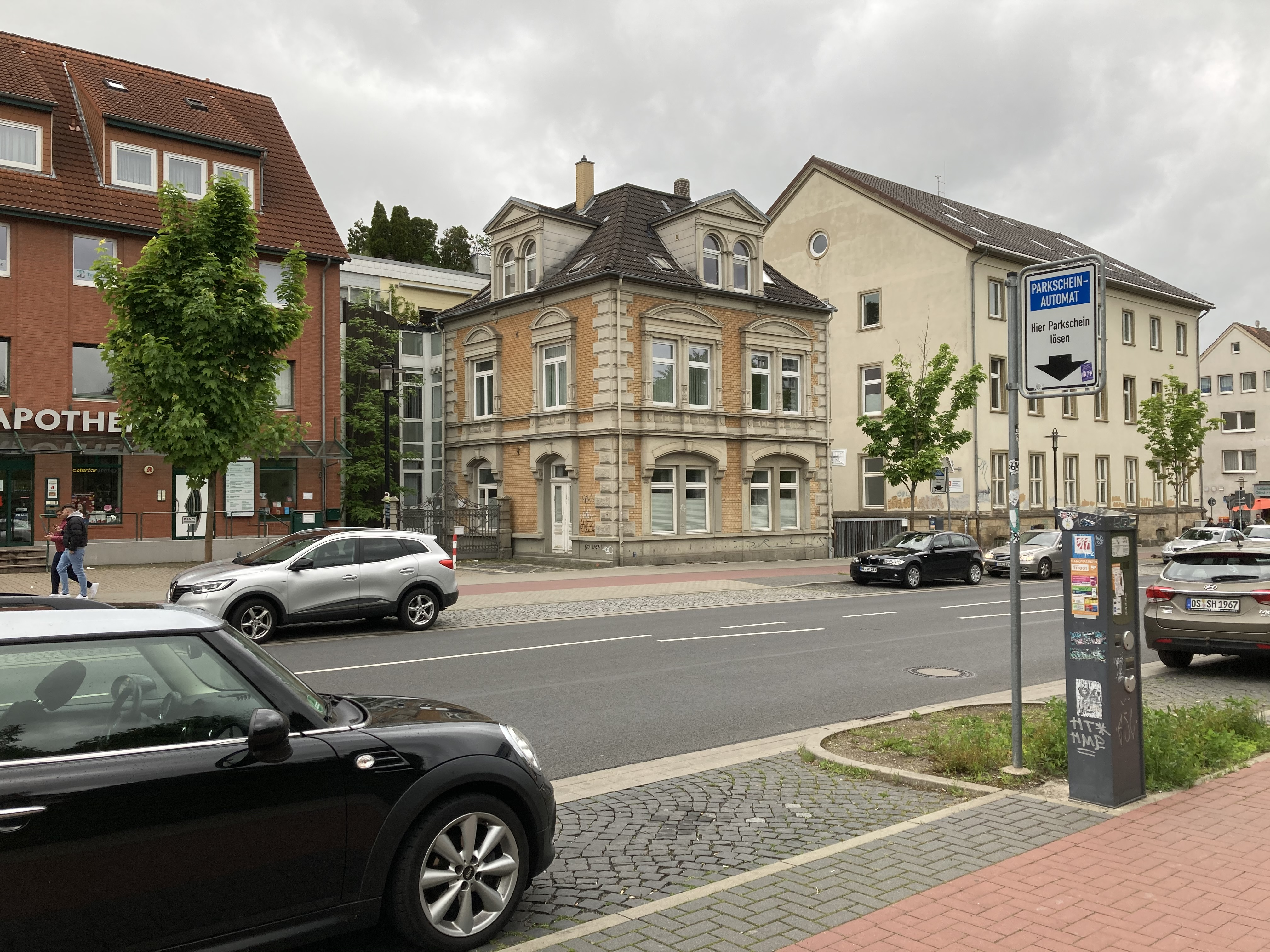
Die Bahnhofsallee 4 aus östlicher Richtung

Beim Baudenkmal Bahnhofsallee 4 in Hildesheim handelt es sich um ein Wohnhaus mit annähernd quadratischem Grundriss und Walmdach. Der Rohziegelbau wurde 1881 für den Bildhauer P. Zöpfgen errichtet. Fensterachsen, vorspringende Eckquaderungen und umlaufende Gesimse gliedern den Bau an Ost- und Südfassade in Anlehnung an Stilformen der Deutschen Renaissance. Ein besonderer historischer Wert des Gebäudes ist darin begründet, dass es, wie auch der Bau Bahnhofsallee 16, die Luftangriffe auf Hildesheim im Zweiten Weltkrieg unbeschadet überstanden hat und von der vormaligen geschlossenen Bebauung der Bahnhofsallee zeugt.